# Казахский национализм
Каза́хский национали́зм (каз. Қазақ ұлтшылдығы) — националистическая идеология, а также общественно-политическое движение, основополагающим принципом которого является тезис о ценностях казахской нации как высшей формы общественного единства, а также создания и развития казахского национального государства.

## История

### До обретения независимости
Казахский национализм начал формироваться примерно во второй декаде XIX века как реакция на проводимую русификацию царскими властями на территории Казахстана, входивший в состав Российской империи; тогда же начали появляться поэты, выражавшие своё мнение о царской политике через свои песни, одним из которых был Махамбет Утемисов — предводитель восстания вместе с Исатаем Таймановым, вспыхнувшее в 1836 году.
Новый толчок в развитии движение получило в начале XX века: в 1913 году появляется газета «Казах», основанная Алиханом Букейхановым, Ахметом Байтурсыном и Миржакипом Дулатовым. Главными целями основатели газеты ставили сохранение казахской культуры, литературы, языка и возвращение этнонима «казах» вместо «киргизов». В 1917 году на Втором всекиргизском (всеказахском) съезде образовывается Алашская автономия, председателем правительства которой стал Алихан Букейханов. Алаш-Орда была основана как автономия в составе Российской республики, но после поражения «белых» в Гражданской войне государственное образование было ликвидировано в 1920 году, войдя в состав РСФСР, а все деятели приговорены к смертной казни в 1930-х годах.
В советский период проводилась активная русификация Казахстана, а любые проявления национальной идентичности жёстко пресекались, что заставило казахский национализм прийти в упадок, тем не менее это не помешало выйти на свет казахским писателям, которые оказывали влияние на укрепление казахской идентичности, коими являлись являлся Сакен Сейфуллин, Беимбет Майлин и Ильяс Джансугуров, арестованные по политическим обвинениям и приговорённые к смертной казни.
Независимость Казахстана вызвала всплеск националистических и патриотических настроений в обществе и политике. С 1991 год власти Казахстана проводят активную казахизацию государства: казахский этнос объявлен титульным; казахский язык стал государственным; начала действовать активная программа по возвращению соотечественников за рубежом в страну, в результате чего за 30 лет в страну вернулось более 1 млн казахов; численность казахов впервые с 1926 года превысила численность других этносов; начался переход казахского языка на латиницу; устанавливаются памятники различным казахским деятелям; активно переименовываются русскоязычные топонимы.

### После обретения независимости
В 2020-х годах было образовано ультраправое казахское движение «Шанырак», получившее своё название от купола тюркской юрты. В движении популяризовался образ Туркестанского легиона, сражавшегося в годы Второй мировой войны на стороне Нацистской Германии, и одного из участников этого легиона Амирхана Тлеумагамбетова, пытавшегося поднять антисоветское восстание в Казахстане. Выступают за реабилитацию легиона. 8 марта 2023 года активисты движения совершили нападение на активисток фем-движения, бросая в них камни и применяя перцовый газ. 23 января 2025 года движение объявило о своём закрытии.

## Межэтнические конфликты
В Казахстане действует 174-я статья УК РК «Разжигание социальной, национальной, родовой, расовой, сословной или религиозной розни», за нарушение которой грозит от двух до семи лет ограничения свободы.
На территории Казахстана неоднократно вспыхивали межэтнические конфликты между казахами и представителями других этносов; несмотря на это власти Казахстана неоднократно квалифицировали эти инциденты как бытовые конфликты.
В декабре 2020 года известность получил Куат Ахметов — гражданин Казахстана, организовавший «языковые патрули». Запомнился он тем, что заходил в различные заведения и фиксировал на видео русскоязычных людей, которые не обслуживали на казахском языке, и требуя предоставления услуг на казахском языке, после чего выкладывал ролики в интернет. За это против него возбудили уголовное дело в Казахстане по статье 174-той УК РК и запретили въезд в Россию на 50 лет, сам Куат Ахметов в августе 2021 года покинул Казахстан и перебрался в Грузию, откуда, в свою очередь, улетел в Украину.

## Партии и движения
В Казахстане не зарегистрировано ни одной партии националистического толка, однако на протяжении истории Казахстана существовали или существуют общественно-политические движения.
- Алаш — общественно-политическое национально-освободительное движение, созданное в 1917 году Алиханом Букейхановым, Ахметом Байтурсыновым и Миржакипом Дулатовым. Фактически - стояла на умеренных позициях автономии и российского федерализма.

- Азат — гражданское движение, заявляющее себя национал-патриотическим движением. Создано в 1990 году. Не раз прибегало к ультранационалистическим методам и высказываниям. Первоначально движение поднимало вопросы о положении казахского языка, но затем поставила цель провозгласить независимость Казахстана. Получило известность после столкновений с уральскими казаками в 1991 году в городе Уральск[9].

- Халык Дабылы (каз. Халық дабылы; рус. «Набат Нации») — национал-патриотическое движение[10].

## Известные представители
- Кенесары Касымов — казахский государственный, политический и военный деятель, последний хан Казахского ханства, полководец, из рода чингизидов торе, внук Абылай-хана. Возглавлял национально-освободительное восстание казахов в 1837-1847 годы. Согласно мнению некоторых ученых-историков — первый казахский националист[11].
- Алихан Букейханов — общественный и государственный деятель, руководитель национально-освободительного Алашского движения, председатель правительства Алаш-Орды, публицист, ученый, переводчик. Сторонник автономии для казахов, внутри России в 19 веке. Не смотря на ряд утверждений о его искренне националистических взглядами, сущесвтуют свидетельства о его критике национально-освободительного восстания в Туркестане при руководстве Амангельды Иманова и отрицания сепаратистских взглядов, внутри казахстанского населения времён Российской Империи. Во время Февральской революции, сотрудничал сначала с Временным правительством РДФР, а после начала гражданской войны, скооперировался с Белым движением Колчака. В основе своей, положительным образом и популяризацией его фигуры, послужил период десоветизации в Казахстане 90-тых годов.
- Ахмет Байтурсынов — государственный деятель, ученый, просветитель, поэт, публицист, реформатор национальной письменности, основоположник казахской лингвистики и литературоведения, один из руководителей Алашского движения.
- Миржакип Дулатов — общественный деятель, поэт, писатель, драматург, публицист, просветитель-педагог, один из руководителей Алашского движения.
- Мустафа Шокай — государственный и общественный деятель, участник Алашского движения, ученый, журналист, руководитель партии «Шура-и-Ислам», премьер-министр Кокандской автономии. Руководитель туркестанских коллаборационистов, в период Великой Отечественной войны.
- Жасарал Куанышалин — общественный и государственный деятель, журналист, активист, оппозиционер, основатель и лидер гражданского национал-патриотического движения «Азат».
- Оспан-батыр — казахский батыр, хан Алтая, националист и антикоммунист, руководитель ряда казахских восстаний в Восточном Туркестане. Был расстрелян китайскими коммунистами 29 апреля 1951 году в городе Урумчи.
- Хасен Оралтай — казахский националист, антикоммунист, публицист, журналист, историк и исследователь. Сын казахского батыра Калыбека Ракымбекулы.
- Хасен Кожахметов[англ.] — общественный деятель, активист, композитор, журналист, второй лидер гражданского национал-патриотического движения «Азат» с 1994 года, член Союза писателей Казахстана и участник Декабрьских событий 1986 года.
- Арон Атабек — оппозиционный лидер, казахский национал-социалист[12], поэт, публицист, политический и общественный деятель, идеолог возрождения тенгрианства.
- Жагда Бабалыков — казахский политический деятель и этнограф, действовавший на территории Восточного Туркестана. В 1944-1945 году был посажен в тюрьму властями Восточно-Туркестанской Республики, за участие в подпольной казахской националистической организации. В 1948 году 8 месяцев провёл в военной тюрьме Восточно-Туркестанской Республики, после чего был освобожден и реабилитирован Китайскими Властями. Был главой Или-Казахского Автономного округа, однако в 1958 году был обвинён в сепаратизме и казахском национализме.
- Амирхан Тлеумагамбетов — боец Туркестанского легиона, обер-лейтенант Вермахта, который в мае 1944 года осуществил высадку под Гурьевом (ныне Атырау) с целью устроить в Казахстане восстание против советской власти.
- Мажит Айтбаев — казахский поэт, член НКОТ, главный редактор журнала "Милли адебиет", в 1943 году издал в Берлине сборник казахских стихов "Абылай-хан", коллаборационист.